# Fundación Gran Mariscal de Ayacucho
La Fundación Gran Mariscal de Ayacucho (Fundayacucho) es una institución estatal de becas venezolana creada en 1975. Su sede se ubica en el área metropolitana de Caracas, en la calle 3-B de la urbanización La Urbina. 

## Historia
Fue creada por el ministro de Cordiplan, Gumersindo Rodríguez, mediante Decreto Ejecutivo n.º 1.000 de fecha 1 de julio de 1975, emanado de la presidencia de la República, bajo el primer gobierno de Carlos Andrés Pérez. 

## Objetivo
Fundayacucho depende del Ministerio del Poder Popular para la Educación Universitaria, Ciencia y Tecnología y su objetivo principal es apoyar a los estudiantes de educación superior de Venezuela a través de becas o créditos educativos (el otorgamiento de créditos educativos quedó suspendido y los ya otorgados fueron migrados al programa de beca) en modalidad de pregrado y postgrado, nacional e internacional.

### Programas de becas
Existen 3 programas de becas que ofrece la Fundación Gran Mariscal de Ayacucho:
- Becas nacionales.
- Becas internacionales.
- Becas en el exterior.

### Servicios
Fundayacucho cuenta con algunos servicios, estos son:
- Centro de Información Académica (CIAF).
- Centro de Atención Tecnológica para Personas con Discapacidad.
- Oficina de atención al ciudadano.